# Ziegenhain (Nossen)
Ziegenhain ist ein Ortsteil der Stadt Nossen im sächsischen Landkreis Meißen. Die Gemeinde Ziegenhain mit ihren Ortsteilen Leippen, Lösten, Schänitz und Höfgen schloss sich am 1. Januar 1994 mit den damaligen Gemeinden Raußlitz und Rüsseina zur Gemeinde Ketzerbachtal zusammen, die am 1. Januar 2014 in die Stadt Nossen eingemeindet wurde.

## Geographie

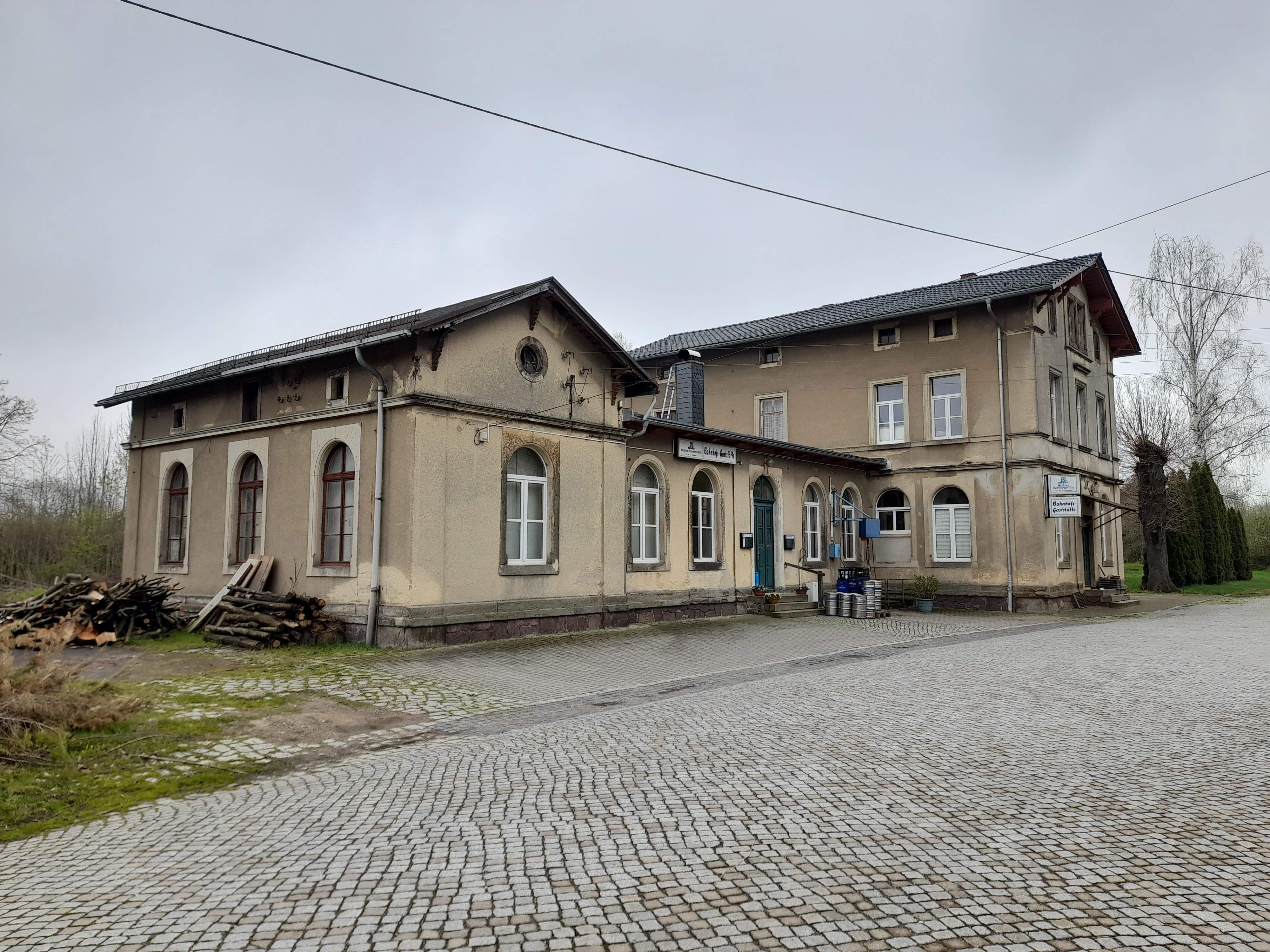
Bahnhof Ziegenhain (Sachs), Empfangsgebäude (2023)

### Geographische Lage und Verkehr
Ziegenhain befindet sich im Norden der ehemals selbstständigen Gemeinde Ketzerbachtal, welche heute wiederum den zentralen Teil der Stadt Nossen ausmacht. Durch Ziegenhain fließt der Ketzerbach, dessen Tal bezüglich des Naturraums zur Lommatzscher Pflege gehört.
Ziegenhain besitzt einen Bahnhof an der Bahnstrecke Riesa–Nossen, auf der am 24. Mai 1998 der Personenverkehr eingestellt wurde. 

### Nachbarorte
| Dobschütz   | Graupzig                                    |         |
| Mutzschwitz | Kompassrose, die auf Nachbargemeinden zeigt | Leippen |
| Höfgen      | Pinnewitz                                   |         |

## Geschichte

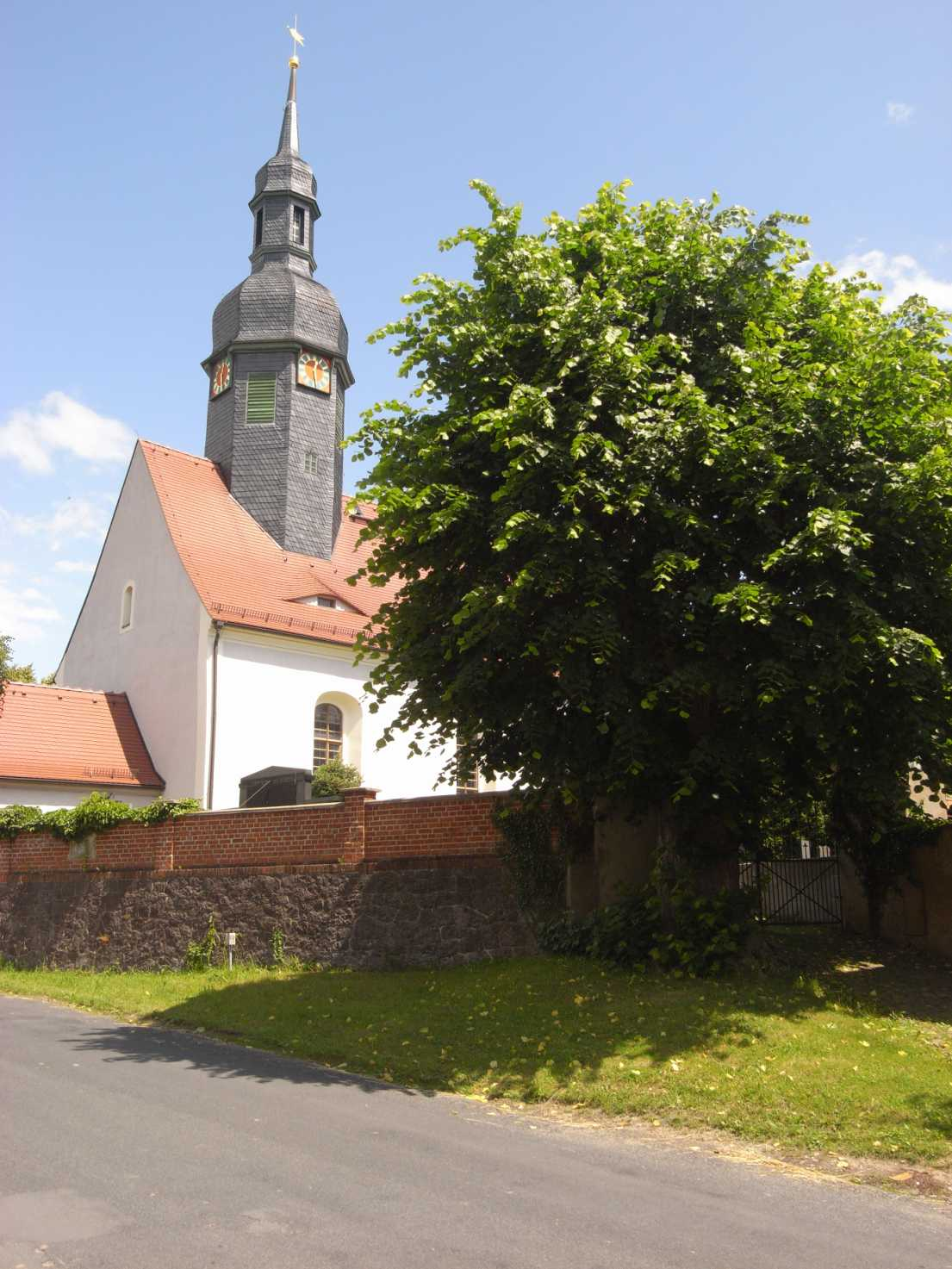
Dorfkirche Ziegenhain

Zwischen Höfgen und Ziegenhain befand sich im 9. Jahrhundert eine slawische Wallburg. Aufgrund von Scherbenfunden lässt es sich vermuten, dass sie noch vor dem 10. Jahrhundert wieder aufgegeben wurde.
Die Siedlung Ziegenhain wurde im Jahr 1264 als Cygenhain urkundlich erwähnt. Um 1334 gehörte der Ort zum Amt Meißen, Supanie Raußlitz. Seit 1551 ist die Zugehörigkeit von Ziegenhain zur Grundherrschaft Schleinitz belegt. Ab 1508 ist im Ort ein Vorwerk nachweisbar, welches bis heute existiert und bewohnt wird. Eine Kirche ist in Ziegenhain um 1500 nachgewiesen. Der kleine, spätmittelalterliche Saalbau wurde in den Jahren 1703/04 erhöht und im Stil des Barock ausgebaut.
Ziegenhain gehörte bis 1856 zum kursächsischen bzw. königlich-sächsischen Kreisamt Meißen. 1856 wurde der Ort dem Gerichtsamt Meißen und 1875 der Amtshauptmannschaft Meißen angegliedert. Mit Eröffnung des Abschnitts Lommatzsch–Nossen der Bahnstrecke Riesa–Nossen erhielt Ziegenhain am 15. Oktober 1880 einen Bahnhof an dieser Bahnstrecke.
Am 1. November 1935 wurde der Nachbarort Leippen mit den Weilern Lindigt, Lösten und Schänitz eingemeindet. Der Ziegenhainer Ortsteil Mutzschhaus wurde 1936 nach Höfgen umgegliedert, welches am 1. August 1973 wiederum nach Ziegenhain eingemeindet wurde.
Infolge der der zweiten Kreisreform in der DDR im Jahr 1952 kam die Gemeinde Ziegenhain zum Kreis Meißen im Bezirk Dresden, der ab 1990 als sächsischer Landkreis Meißen fortgeführt wurde und 2008 im Zuge der zweiten sächsischen Kreisgebietsreform zum territorial vergrößerten, neuen Landkreis Meißen kam. 
Zum 1. Januar 1994 wurde aus den damaligen Gemeinden Raußlitz, Rüsseina und Ziegenhain mit ihren jeweiligen Ortsteilen die Gemeinde Ketzerbachtal neugebildet, welche am 1. Januar 2014 vollständig in die Stadt Nossen eingemeindet wurde. Die Postleitzahl von Ziegenhain änderte sich dadurch von der 01623 zur 01683. 
Für den Bahnhof Ziegenhain endete mit der Einstellung des Reisezugverkehrs auf der Bahnstrecke Riesa–Nossen zum Fahrplanwechsel am 24. Mai 1998 die Geschichte als Station des öffentlichen Personennahverkehrs. In der Folgezeit wurde die Bahnstrecke noch gelegentlich von Güterzügen genutzt, welche jedoch den Bahnhof Ziegenhain ohne Halt durchfuhren. Die Nossen-Riesaer Eisenbahn-Compagnie (NRE) setzte bis 2018 den Abschnitt Ziegenhain–Starbach instand. Am 10. Januar 2018 erhielt die NRE von der Landeseisenbahnaufsicht Sachsen die Genehmigung zum Betrieb des Abschnitts Ziegenhain–Starbach als Anschlussbahn. Im Jahr 2021 begann die Erneuerung des Abschnitts von Prausitz bis Ziegenhain, die bislang nicht abgeschlossen wurde.